# Nadine Gill
Nadine Michaela Gill (* 19. April 1991 in Heidelberg) ist eine deutsche Radsportlerin.

## Sportlicher Werdegang
Als Schülerin war Nadine Gill auf dem Mountainbike beim TV Mosbach aktiv. Wegen Rückenbeschwerden gab sie den Radsport im Alter von 16 Jahren auf und begann mit dem Laufen und verbesserte im Jahr 2007 den damaligen Deutschen Jugendrekord im Halbmarathon auf eine Zeit von 1:19:05. 2017 bestritt sie den Boston-Marathon mit einer Zeit von 2:47 Stunden. Ermüdungsbrüche führten im Sommer 2018 zur Zwangspause, so dass sie, um fit zu bleiben, auf das Rennrad umstieg. Sie startete bei einem Rennen in São Paulo, wo sie aus beruflichen Gründen lebte, und gewann. Zunächst war sie bei Gran Fondos überwiegend in Brasilien am Start, bevor sie beim Giro delle Marche in Rosa im September 2019 ihr erstes UCI-Rennen mit dem Team Stuttgart absolvierte und den siebten Platz in der Gesamtwertung belegte. Ab September 2020 fuhr sie für das spanische UCI Women’s Continental Team Bizkaia Durango  und belegte bei Durango-Durango Emakumeen Saria Rang 20.
Seit 2022 startet Nadine Gill für das spanische Sopela Women’s Team. Im Straßenrennen der deutschen Meisterschaften belegte sie Platz drei. Im selben Jahr wurde sie zunächst für die Straßeneuropameisterschaften der Elite in München als Ersatz nominiert, ging aber nicht an den Start.

## Berufliches
Seit 2010 ist Nadine Gill im deutschen Auswärtigen Dienst tätig. Sie war in Schottland, Äthiopien und Pakistan stationiert. Zuletzt war sie in São Paulo tätig. Seit 2021 ist sie temporär beurlaubt, um ihre Ambitionen im Leistungsradsport verfolgen zu können.